# Água de Alto
Água de Alto – parafia (freguesia) gminy Vila Franca do Campo. W 2011 miejscowość była zamieszkiwana przez 1788 osób.